# MVP Arena
MVP Arena (anteriormente nomeada Knickerbocker Arena, Pepsi Arena e Times Union Center) é uma arena multi-uso localizada em Albany, Nova Iorque. Comporta uma capacidade máxima de 17,500 assentos, em eventos como basquete, hóquei e concertos, e foi casa de diversos times de ligas americanas dos mais diferentes esportes, sendo atualmente local de atuação dos Siena Saints, da NCAA, e dos Albany Empire, da AFL.

## Galeria
- Configuração para basquetebol
- Configuração para hóquei no gelo